# Китний Врх
Китний Врх (словен. Kitni Vrh) — поселення в общині Іванчна Гориця, Осреднєсловенський регіон, Словенія. Висота над рівнем моря: 360,9 м.